# ボストーク・ヨーロッパ
ボストーク・ヨーロッパ（VOSTOK EUROPE）は、リトアニアの時計メーカーである。

## 概要
2004年にロシアの時計製造メーカー「ボストーク」とリトアニアの「コリツ社（Koliz）」の合併会社によって設立された。ボストークは西ヨーロッパ市場への本格的な参入を開始した。

## 特徴
スポーツシーンで、多くのアスリートからも深い信頼を得ており、自転車レースのタイムキーパー、格闘技、モトクロスレースでのスポンサード。ギリシャの特殊部隊や救助部隊などでも使用されている。それぞれのシーンにあった時計モデル開発も行っている。 
ボストーク・ヨーロッパの時計モデルの殆どは、200 - 300メートルの防水性を兼ねて備えている。防水規格は、ISO2281規格の国際標準仕様となっており、製造時に一本づつ気圧テストを行っている。
時計のガラスは、衝撃に強い厚さ3ミリメートルのK1クリスタルガラスを採用している。衝撃が加わると欠ける程度で粉々になりにくい性質を持っているため、時計自体を守ることができる。夜間での視認性を上げるため昼夜を問わず発光し続けるT25H3規格のマイクロガスライトが装備されている。

## 主なモデル
アンチャール、エクスピディション、ルノホート、エネルギア等の腕時計コレクションを展開している。

## スポンサー活動
ボストーク・ヨーロッパにはアンバサダーとしてリトアニア出身のエアロバティックパイロット選手のユルギス・カイリスがいる。
他には2020年ダカール・ラリーに出場することが決定されており、アンバサダーの選手ベネディクタス・ヴァナガスとセバスチャン・ロズワドフスキーが使用する車はトヨタ・ハイラックス・ベネディクタス・ヴァナガスリミテッドエディションであり、車体には、ボストーク・ヨーロッパのロゴもプリントされている。この車は25台しか製造しておらず、その25台全てのオーナーにLimited Editionのボストーク・ヨーロッパウォッチ（非売品）も搭載されている。